# KV Sasja HC Hoboken
Ne pas confondre avec les quatre autres clubs anversois de handball : le DHW Antwerpen, le HV Uilenspiegel Wilrijk, le HC't Noorden ou encore l'Olse Merksem HC.
Maillots
Actualités
Le Koninklijke Vereniging Sport Afdelingen Syndicale Jeugd Antwerpen Handbal club Hoboken, parfois abrégé en KV Sasja HC Hoboken, est un club de handball, situé à Anvers dans la province éponyme en Belgique.
Anciennement dénommé HB Beerschot, le club est à l'origine, porteur du matricule 041 mais à la suite d'une crise vers la fin des années 90, il acquiert le matricule 191 du HC Kiewit.
Important club en Belgique dans les années 60, années 70 et années 2000, la formation anversoise remporta cinq fois le championnat de Belgique, six fois la Coupe de Belgique et une fois la BeNe League, lors de sa première édition, alors BeNe Liga.
Le club est affilié à la VHV et évolue en Division 1.

## Histoire

### Création
En 1933, le célèbre club omnisports anversois du Beerschot AC, décide de fonder une section handball qu'ils appelleront Handbal Beerschot ou HB Beerschot, cette section fut porteuse du matricule 041.
En 1958 deux des athlètes de la section athlétisme, Sus Weyn et Stan Crab décidèrent de s'investir pour la section handball au point qu'elle se retrouva indépendante.
Les deux athlètes étant membres de la jeunesse anversoise de la FGTB renommèrent le club, le KV Sasja HC, Sasja voulant signifier Sport Afdelingen Syndicale Jeugd Antwerpen.
Par la suite, le nom Hoboken de KV Sasja HC Hoboken est venu s'y rajouter pour spécifier l'endroit d'Anvers où évolue désormais le club.

### Les années 60: De la montée au titre
Le début des années 1960 fut pour le KV Sasja HC Hoboken, synonyme d'apparition en division 1 et d'Y évoluer avec les meilleures formations du pays alors que la seconde partie de la décennie fut synonyme par le club de la métropole de titres.
En effet, après s'être hissé en 1960 de la deuxième division à la première division, le club subit comme le reste des formations du pays, la domination des liégeois du OC Flémallois, les mosans qui dominèrent le handball belge jusqu'en 1965 où, bien que restant cependant un rude concurrent pour le titre, d'autres clubs se montrèrent et parvinrent à remporter divers titres, comme le CH Schaerbeek Brussels, le Progrès HC Seraing, le HC Inter Herstal, l'Avia Woluwe, le Sparta Aalst mais aussi le KV Sasja HC Hoboken.
Le KV Sasja qui en 1967 réussit à se qualifier en finale de la Coupe de Belgique mais fut défait par le HC Inter Herstal, 21 à 17, club de division 2 à l'époque.
Une saison 1966/1967 qui se solda par une place de dauphin du Progrès HC Seraing pour le club anversois.
La saison qui suivit, le Championnat de Belgique est des plus disputé puisque le KV Sasja HC Hoboken tout comme le club liégeois du ROC Flémallois[réf. nécessaire] pouvaient être encore Champion.
Le sort des deux équipes fut fixé lors de la dernière journée de la compétition puisqu'une des affiches de cette dernière journée était la rencontre KV Sasja HC-ROC Flémallois[réf. nécessaire], une rencontre jouée à Wilrijk, autrement dit sur le terrain du Sasja, Celui-ci ne fit qu'une bouchée des octuples champions de Belgique.
En effet, s'imposant 20 à 7, devant un public d'anversois déchaîné, le KV Sasja remporta son tout premier titre[réf. nécessaire].

### Les années 1970: Nouveaux sacres et Coupe d'Europe
La décennie débute plutôt bien pour le club de la métropole qui remporte lors de la saison 1970/1971, sa toute première Coupe de Belgique, un trophée que le KV Sasja HC Hoboken décrocha 17 à 13 face au HC Renaissance Montegnée, club de division 2 alors que cette même saison, du côté du Championnat, le KV Sasja HC a encore toutes ses chances pour le titre puisqu'après avoir battu la redoutable formation du SK Avanti Lebbeke, 7 à 13 lors d'une rencontre au sommet du handball flandrien puisque le match fut diffusé en direct sur la BRT, une première pour le handball belge mais ce fut sans compté le handball liégeois puisque les anversois chutent face au HC Inter Herstal lors de la dernière journée, une rencontre où l'arbitrage fut contesté et où l'on retiendra que Sus Weyn, l'emblématique joueur et fondateur du KV Sasja HC Hoboken jeta le sifflet de l'arbitre dans la prairie avoisinante.
La saison 1972/1973, fut également à marquer d'une croix pour le club de la métropole puisque le KVS a remporté sa deuxième Coupe de Belgique à Charleroi, face aux flandriens du SK Avanti Lebbeke dans un match très intense, se ponctuant sur le score de 22 à 21.
Les deux saisons qui suivirent se soldèrent par un deuxième et un troisième sacres de Champion de Belgique. Ces titres furent synonyme de parcours européen en Coupe des clubs champions lors de la saison 1974/1975, où le club se qualifie au deuxième tour en remportant ses deux rencontres face aux luxembourgeois du HB Eschois Fola sur un total de 22 à 28 (11-16;11-12) mais au tour suivant les anversois doivent affronter la formation est-allemande du ASKV Francfort/Oder, soit une grosse écurie dans le paysage handballistique européen, une formation qui lamina les Belges sur un total de 28 à 61 (19-25,9-36), et également lors de la  1975/1976 où après avoir laminer les britanniques du HC Birkenhead sur un total de 17 à 47 (7-18;10-29), le KV Sasja se fait éliminer par les finlandais du Sparta Helsinki sur un total de 37 à 21 (7-18;16-15).
La saison 1976/1977 fut entacher par l'affaire Sasja-JS Herstal, une affaire où le KVS remit en causes l'arbitrage de ce match qui se déroula en octobre 76 et qui se termina sur un score de 13 à 10, et donc le club déposa une plainte qui sera tout d'abord rejeté puis examiné au près de la fédération qui décida de faire rejouer le match, une rencontre que Sasja perdit, finissant deuxième du classement à un point derrière le Progrès HC Seraing.
Mais cette saison ne fut pas totalement raté puisque Sasja remporta sa troisième Coupe de Belgique, remporté 12 à 10 au détriment du HC Duffel.
Grâce à ce énièmes titres, les anversois participent à la Coupe des coupes où ils se font directement évincé de la compétition par les suisses du ZMC Amicitia Zürich sur un total de 41 à 28 (23-12;18-16).

### Les années 80 et 90: Bons débuts, puis dominations des limbourgeois
Les années 1980 débutèrent plutôt bien pour le Sasja qui réussit tout d'abord à se hisser en finale de la Coupe de Belgique mais se font défaire 27 à 24 par le Sporting Neerpelt, également champion de Belgique ce qui permit au Sasja d'entreprendre une nouvelle campagne européenne où ils se font éliminer par les danois du Helsingør HF sur un total de 39 à 62 (23-30;16-32) lors du premier tour de la Coupe des coupes.
Par après le KVS concrétisa les choses puisqu'il remporta sa quatrième et sa cinquième Coupe de Belgique et se qualifia deux nouvelles fois pour la Coupe des coupes mais ne parvient toujours pas à passer le premier tour puisque le club se fit éliminer par le club suisse du BSV Berne sur un total de 47 à 35 (20-22;27-13) et par le club danois du KFUM Fredericia sur un total de 30 à 47 (14-23;16-24) respectivement lors des saisons 1981/1982 et 1982/1983.
Par la suite, le KV Sasja HC Hoboken, bien que faisant partie des favoris aux sacres nationaux, subit surtout la domination des clubs limbourgeois du Sporting Neerpelt ainsi que de l'Initia HC Hasselt, les seuls grands exploits du club lors de cette décennie furent deux arrivées en finale en 1984 face à l'Initia HC Hasselt où le club perd sur un net score de 27 à 12 et en 1987 où face au Sporting Neerpelt, Sasja perd 21 à 19 dans une rencontre où Joseph Delpire inscrit dix goals.
Ces deux finales eurent comme particularité d'être remportées par le Champion de Belgique, ce qui signifia que le KV Sasja HC Hoboken se qualifia pour la Coupe des coupes lors des saisons 1984/1985 et 1987/1988 où le club se fait respectivement éliminer par les tchécoslovaques du ČH Bratislava sur un total de 30 à 20 (15-11; 15-9) lors du premier tour et par les danois du Holte IF lors du deuxième tour sur un total de 39 à 26 (23-9; 16-17), après avoir éliminé le club féroïen du Kyndil Tórshavn, 29 à 37 (14-19; 15-18).
Vers la fin des années 1980 et 90, les résultats du clubs ne suivent pas, la direction nomme comme entraîneur Ariel Jacobs pour ramener de la fraîcheur mais c'est encore pire puisqu'alors que le club est à deux doigts de se faire reléguer lors de la saison 1998/1999, il se retrouve en très mauvaise posture lors de la saison suivante, occupant la toute dernière place.
Après un peu moins de 40 ans au sein de l'élite du handball belge, les verts et rouges allaient être relégués, c'est sans compter que le président Paul De Loose trouva une alternative pour maintenir ses couleurs en division 1, il racheta le matricule 191 du club limbourgeois du HC Kiewit, pensionnaire de D1 et va revendre le matricule du club, le 041 à la section féminine du Sasja qui prit donc son indépendance et changea son nom en SD Antwerpen (Sasja Dames Antwerpen), puis en DHW Antwerpen (Dames Hoboken Wilrijk Antwerpen) lors de la fusion avec la section féminine du HV Uilenspiegel Wilrijk en 2004 et par conséquent depuis 1999, le club évolue sans sections féminines et sous le matricule 191.
Lors de la saison 1999/2000, le club prit le nom de HVKS (Hans Verkerk Keukens Sasja) mais il reprit son nom d'origine la saison suivante, c'est-à-dire KV Sasja HC Hoboken.

### Les années 2000: Second âge d'or
Ce nouveau matricule fut synonyme de fin de la crise que traversait le club puisque le KV Sasja HC Hoboken décroche après 31 ans d'attente, son quatrième titre de Champion de Belgique lors de la saison 2005/2006.
Un sacre décroché avec l'aide de l'icône du club, le Bruxellois Joseph Delpire qui est donc revenu dans le club de la métropole pour ponctuer sa carrière handbalistique.
La saison qui suivit, le KVS se hisse en finale de la Coupe de Belgique où il disputa cette finale face au ROC Flémalle, en territoire liégeois puisqu'elle se disputait cette année-là au Country Hall Ethias Liège mais face aux Anversois, la formation de Thierry Herbillon fit pâle figure et se fit battre 32 à 22.
Alors qu'en Championnat de Belgique, le club réussit à conserver son titre les deux saisons qui suivirent.
Ce qui aura comme conséquence, la participation à plusieurs campagnes européennes où le club joua deux fois la qualification à la Ligue des Champions lors des saisons 2007/2008 et 2008/2009 mais fut éliminé respectivement par les formations roumaines du HCM Constanța et du Steaua Bucarest, deux campagnes suivies de relégation au deuxième tour de la Coupe EHF mais là aussi le club est tenu en échec par les Serbes du RK Proleter Zrenjanin et les Israéliens du Maccabi Rishon LeZion.
Lors de la saison 2007/2008, une compétition entre les Pays-Bas et la Belgique prend forme grâce à un accord entre les deux fédérations, une compétition nommée BeNe Liga et où les Anversois, après avoir éliminé le HV Fiqas Aalsmeer 60 à 59 (31-31, 28-29), se qualifièrent au Final Four où ils battirent l'Initia HC Hasselt 33 à 25 et donc jouent la finale face au Eurotech Bevo HC, 24 à 31.
Par après, le KV Sasja HC subit une nouvelle domination des clubs limbourgeois et plus précisément de l'Initia HC Hasselt, du United HC Tongeren et de l'Achilles Bocholt car bien que le club reste dans le haut du classement, il ne remporta plus rien, il eut juste le mérite de se qualifier plusieurs fois en BeNe Liga devenu en 2010, BeNeLux Liga aux dépens du Sporting Neerpelt-Lommel et du HC Visé BM qui sont les deux grands rivaux pour atteindre ce dernier carré.

### Depuis 2014: La BeNe League
En mars, la Fédération luxembourgeoise de handball (FLH) annonce le retrait de ses clubs en Benelux liga, cette décision fait suite au comportement des dirigeants néerlandais qui a exaspéré les clubs luxembourgeois. Le manque de confiance entre les différentes fédérations a ainsi mis un terme au projet de la Ligue du Benelux.
C'est alors non pas une BeNeLux League mais une BeNe League qui aura lieu.
Dans cette nouvelle compétition, le KV Sasja HC Hoboken termine aux portes du Final Four, à trois points des quatrièmes du Targos Bevo HC.

### Les dames
La section dames du KV Sasja HC Hoboken bien qu'elle remporta deux titres nationaux à beaucoup à envier à son homologue masculin, en effet malgré une coupe de Belgique en 1988 et également un titre de champion de Belgique en 1985, la section dames sentit, du favoritisme de la part des dirigeants du club envers la section hommes.
Alors en 2004, la section dame du KV Sasja HC Hoboken fusionna avec un autre club de la province situé dans la commune de Wilrijk aux abords de la ville d'Anvers, le HV Uilenspiegel Wilrijk, le club prit le matricule 041, matricule du SD Antwerpen avant la fusion, et devient le DHW Antwerpen ou les Dames Hoboken Wilrijk Antwerpen, Aujourd'hui, le KV Sasja HC Hoboken ne compte aucune section dames alors que le HV Uilenspiegel Wilrijk possède plusieurs équipes dames.
Mais même si, le club ne possède aucune équipe dames, il forme les filles comme les garçons, un accord est en plus prévu avec le DHW Antwerpen pour éventuellement reprendre les filles dès l'âge pro-piste pour évoluer en dames[réf. nécessaire].

## Rivalité
Les matchs les plus tendus du KV Sasja HC Hoboken sont ceux face aux clubs anversois tels que l'Olse Merksem HC, le HV Uilenspiegel Wilrijk, HC't Noorden ou encore le HvH Zandvliet, mais aussi aux clubs favoris au titre tels que le Sporting Neerpelt-Lommel, l'Achilles Bocholt, l'Initia HC Hasselt ou encore le United HC Tongeren.
À une époque, les matches contre le club mosans, du ROC Flémalle était fort tendu, depuis le test match pour le titre de champion en 1968 à Hoboken que les Liégeois perdirent sur le score de 20-7 devant un public anversois totalement hystérique.

## Parcours
| Saison    | Division 1 | Coupe de Belgique | Benelux liga   | Europe                        |
| --------- | ---------- | ----------------- | -------------- | ----------------------------- |
| 2005-2006 | 1          | ?                 | /              | CVC : 2e tour                 |
| 2006-2007 | 1          | V                 | /              | EHF : 1/16 de finale          |
| 2007-2008 | 1          | ?                 | 1              | LDC : 1er tour, EHF: 2e tour  |
| 2008-2009 | 4          | ?                 | ?              | LDC : 1er tour, EHF : 2e tour |
| 2009-2010 | 5          | ?                 | 8              | -                             |
| 2010-2011 | 5          | ?                 | -              | -                             |
| 2011-2012 | 4          | ?                 | -              | -                             |
| 2012-2013 | 5          | 1/4 de finale     | 6e du Groupe A | -                             |
| 2013-2014 | .          |                   |                | CC : 1er tour                 |

.
1. ↑  LDC=Ligue Des ChampionsEHF=Coupe EHF; CVC=Coupe des Vainqueurs de Coupe; CC=Coupe Challenge

## Maillot
Les couleurs du KV Sasja HC Hoboken sont le rouge et le Noir car les couleurs du district anversois, Hoboken sont le rouge et noir, d'autres clubs de la ville comme l'ancien club de football, le KSK Hoboken, avaient adopté cette même couleur.

## Palmarès

### Palmarès masculin
Le tableau suivant récapitule les performances de la section masculine du Koninklijke Vereniging Sport Afdelingen Syndicale Jeugd Antwerpen Handbal Club Hoboken dans les diverses compétitions belges et européennes.
| Compétitions internationales | Compétitions nationales |
| - Benelux liga (1): 2008     | - Championnat de Belgique (6) - Premier : 1967-1968, 1973-1974, 1974-1975, 2005-2006, 2006-2007, 2007-2008 - Coupe de Belgique (6) - Vainqueur : 1971, 1973, 1977, 1981, 1982, 2007 - Championnat de Belgique D2 (1) - Premier : 2003-2004 |

### Palmarès féminin
Le tableau suivant récapitule les performances de la section féminine du Koninklijke Vereniging Sportafdelingen Syndicale Jeugd Antwerpen Handbal Club Hoboken dans les diverses compétitions belges et européennes.
| Compétitions nationales                                                                        |
| - Championnat de Belgique (1) - Premier : 1984-1985 - Coupe de Belgique (1) - Vainqueur : 1988 |

## Trophées individuels
Trophées individuels des joueurs du Koninklijke Voetbalclub Sasja Handbal Club Hoboken
| Meilleurs buteurs de l'année                                                |
| - 2005-2006 Lars Bertels - 2005-2006 Koen Roggeman - 2012-2013 Ivan Kopljar |

| Meilleures buteuses de l'année                                                                      |
| - 1994-1995 Martine Bijl - 1995-1996 Ann De Greef - 1996-1997 Ann De Greef - 2005-2006 Martine Bijl |

## Compétitions européennes
Le KV Sasja HC Hoboken  fut confronté à des poids lourds en Europe tels que les danois du Skjern Håndbold, les suisses du ZMC Amicitia Zürich ou encore les clubs roumains du HCM Constanta  et du Steaua Bucarest.

### Adversaires européens

#### Hommes
- ASKV Francfort/Oder
- Fima Erevan
- SPE Strovolos Nicosie
- Helsingør HF
- Holte IF
- Fredericia HK
- Skjern Håndbold
- HC Birkenhead
- Kyndil Torshavn
- Sparta Helsinki
- Maccabi Rishon LeZion
- HB Eschois Fola
- HV KRAS/Volendam
- Proleter Zrenjanin
- BSV Berne
- ZMC Amicitia Zürich
- ČH Bratislava
- HCM Constanța
- Steaua Bucarest
- Kaustik Volgograd

#### Dames
- VfL Oldenburg
- KS Cracovia
- Manchester United
- Vasas Budapest
- HC Pétande
- Vonk Mosam

## Personnalité liée au club

### Entraineur
- Alex Jacobs Depuis 1996[7]

### Joueurs
- Lars Bertels
- Koen Roggeman
- Ivan Kopljar
- Joseph Delpire

### Joueuses
- Martine Bijl
- Ann De Greef

## Salle
Le Sportcomplex Sorghvliedt est une salle ayant une capacité de 950 places, outre le KV Sasja, la salle accueille le club de handball féminin du DHW Antwerpen mais aussi le club de volley-ball du Topvolley Precura.